# Бетонкур-ле-Брот
Бетонку́р-ле-Брот (фр. Betoncourt-lès-Brotte) — коммуна во Франции, находится в регионе Франш-Конте. Департамент — Верхняя Сона. Входит в состав кантона Со. Округ коммуны — Люр.
Код INSEE коммуны — 70067.

## География
Коммуна расположена приблизительно в 320 км к юго-востоку от Парижа, в 65 км северо-восточнее Безансона, в 20 км к северо-востоку от Везуля.

## Население
Население коммуны на 2010 год составляло 99 человек.
| 1962 | 1968 | 1975 | 1982 | 1990 | 1999 | 2010 |
| ---- | ---- | ---- | ---- | ---- | ---- | ---- |
| 61   | 64   | 36   | 38   | 48   | 60   | 99   |

## Администрация
| Период           | Период           | Фамилия       | Партия | Примечания |
| ---------------- | ---------------- | ------------- | ------ | ---------- |
| март — июнь 2001 | март — июнь 2001 | Франсуа Перро |        |            |
| 2002             | 2014             | Режи Деманж   |        |            |

## Экономика
В 2010 году среди 71 человека трудоспособного возраста (15—64 лет) 60 были экономически активными, 11 — неактивными (показатель активности — 84,5 %, в 1999 году было 63,4 %). Из 60 активных жителей работали 55 человек (30 мужчин и 25 женщин), безработных было 5 (3 мужчины и 2 женщины). Среди 11 неактивных 1 человек был учеником или студентом, 6 — пенсионерами, 4 были неактивными по другим причинам.